# 가사하라 기요시게
가사하라 기요시게 (笠原清繁, かさはら きよしげ 1515년 ~ 1547년 9월 24일)는 센고쿠 시대 무장이다.
시나노 사구군의 소영주로 원래는 스와씨 일족으로 이였다고 전해진다. 한 때 다케다 하루노부(武田晴信)의 공격을 받고 복종했지만, 1547년 우에스기 노리마사(上杉憲政)의 지원을 받고 다케다씨와 대립, 반란을 일으킨다. 하루노부에게 거성 시가 성(志賀城)을 공격 받아, 성은 함락되고, 기요시게 자신도 오기하라 마사유키에게 살해된다. 그의 부하 3천 명도 전부 처형되었다고 전해진다.